# Großsteingräber bei Anderlingen
Die Großsteingräber bei Anderlingen waren eine Gruppe von ursprünglich wohl drei megalithischen Grabanlagen der jungsteinzeitlichen Trichterbecherkultur bei Anderlingen im Landkreis Rotenburg (Wümme) (Niedersachsen). Eine Anlage ist noch in Resten erhalten, die beiden anderen wurden im 19. Jahrhundert zerstört.

## Forschungsgeschichte
Nach Johannes Heinrich Müller waren um 1871 noch zwei stark beschädigte Gräber erhalten und ein drittes bereits zerstört. Ernst Sprockhoff führte in seinem 1975 posthum erschienenen dritten Band des „Atlas der Megalithgräber Deutschlands“ alle drei Gräber als ausgegangen. In der Bodendenkmalliste des Landes Niedersachsen ist allerdings eine in Resten erhaltene Anlage verzeichnet, bei der es sich mutmaßlich um das erste von Müller genannte Grab handelt.

## Lage
Müller verortete das erste Grab südöstlich des Ortes auf einer kleinen Anhöhe am großen Holz. Hier dürfte ihm ein Flüchtigkeitsfehler unterlaufen sein, da sich das Holz südwestlich von Anderlingen befindet, südöstlich liegt hingegen offenes Gelände. Das zweite Grab befand sich nach Müller nordwestlich von Anderlingen auf einem Hügel. Der Standort des dritten zerstörten Grabes ist nicht überliefert.
Nordöstlich des Orts wurde 1907 ein bronzezeitliches Steinkistengrab entdeckt.

## Beschreibung

### Grab 1
Grab 1 war um 1871 schon stark beschädigt. Müller konnte noch einen einzelnen Deckstein ausmachen, der im Nordwesten auf zwei Wandsteinen ruhte und im Südosten auf der Erde lag. Weitere kleine Steine lagen in Unordnung umher. Der Deckstein hatte eine Länge von 11 Fuß 3 Zoll (ca. 3,3 m), eine Breite von 10,5 Fuß (ca. 3,1 m) und eine Dicke von 4 Fuß (ca. 1,2 m).
Laut Bodendenkmalverzeichnis hat die Anlage eine Länge von etwa 8,5 m und eine Breite von etwa 3,8 m. Aktuell stehen noch drei Wandsteine in situ; von diesen ist einer in zwei Teile gespalten. Ein weiterer Stein liegt ein Stück abseits. Von einigen entfernten Wandsteinen lassen sich noch die Standlöcher ausmachen. Decksteine sind nicht mehr erhalten. Eine Bestimmung des Grabtyps ist nicht mehr möglich.

### Grab 2
Der Deckstein von Grab 2 hatte eine Länge von 9 Fuß (ca. 2,6 m) und eine Breite von 4,5 Fuß (ca. 1,3 m). Weitere Angaben zu dieser Anlage fehlen.

### Grab 3
Über Grab 3 sind keine genaueren Angaben überliefert.